# Vodomarus quadrifoveolatus
Vodomarus quadrifoveolatus is een keversoort uit de familie schijnboktorren (Oedemeridae). De wetenschappelijke naam van de soort is voor het eerst geldig gepubliceerd in 1890 door Champion.